# One for the Kids
One for the Kids — дебютный студийный альбом нового состава «Yellowcard», выпущенный в 2001 году.

## Об альбоме
One for the Kids - первый альбом с новым гитаристом/солистом Райаном Ки.

## Список композиций
1. «Star Struck » —2:47
2. «Drifting» — 3:28
3. «Something of Value» — 3:30
4. «Trembling» — 2:26
5. «Sureshot» — 3:19
6. «Big Apple Heartbreak» — 3:43
7. «Cigarette» — 3:52
8. «October Nights» — 3:31
9. «Rock Star Land» — 3:39
10. «For Pete’s Sake» — 3:51
11. «A.W.O.L.» — 3:02
12. «Rough Draft» — 4:14